# Kinglassie
Kinglassie är en ort i Storbritannien.   Den ligger i kommunen Fife och riksdelen Skottland, i den centrala delen av landet, 600 km norr om huvudstaden London. Kinglassie ligger 77 meter över havet och antalet invånare är 1 274.
Terrängen runt Kinglassie är platt åt sydost, men åt nordväst är den kuperad. Runt Kinglassie är det tätbefolkat, med 913 invånare per kvadratkilometer. Närmaste större samhälle är Kirkcaldy, 8,1 km sydost om Kinglassie. Runt Kinglassie är det i huvudsak tätbebyggt.